# Seznam premiérů Litvy
Toto je seznam předsedů vlády Litevské republiky, od jejího vzniku v roce 1918.

## Litevská republika (1918–1940)
| Pořadí | Jméno (narození–úmrtí)            | Portrét          | Doba v úřadě       | Doba v úřadě       | Strana                                  |
| ------ | --------------------------------- | ---------------- | ------------------ | ------------------ | --------------------------------------- |
| 1      | Augustinas Voldemaras (1883–1942) |                  | 11. listopadu 1918 | 26. prosince 1918  | Strana národního pokroku                |
| 2      | Mykolas Sleževičius (1882–1939)   |                  | 26. prosince 1918  | 5. března 1919     | Zemědělská unie                         |
| 3      | Pranas Dovydaitis (1886–1942)     |                  | 13. března 1919    | 12. dubna 1919     | Litevská křesťansko-demokratická strana |
| (2)    | Mykolas Sleževičius (1882–1939)   |                  | 12. dubna 1919     | 2. října 1919      | Zemědělská unie                         |
| 4      | Ernestas Galvanauskas (1882–1967) |                  | 7. října 1919      | 15. června 1920    | nestraník                               |
| 5      | Kazys Grinius (1866–1950)         |                  | 19. června 1920    | 18. ledna 1922     | Litevská lidová zemědělská unie         |
| (4)    | Ernestas Galvanauskas (1882–1967) |                  | 2. února 1922      | 17. června 1924    | nestraník                               |
| 6      | Antanas Tumėnas (1880–1946)       |                  | 18. června 1924    | 27. ledna 1925     | Litevská křesťansko-demokratická strana |
| 7      | Vytautas Petrulis (1890–1942)     |                  | 4. února 1925      | 19. září 1925      | Svaz farmářů                            |
| 8      | Leonas Bistras (1890–1971)        |                  | 25 . září 1925     | 31. května 1926    | Litevská křesťansko-demokratická strana |
| (2)    | Mykolas Sleževičius (1882–1939)   |                  | 15. června 1926    | 17. prosince 1926  | Litevská lidová zemědělská unie         |
| (1)    | Augustinas Voldemaras (1883–1942) |                  | 17. prosince 1926  | 19. září 1929      | Svaz litevských nacionalistů            |
| 9      | Juozas Tūbelis (1882–1939)        |                  | 23. září 1929      | 8. června 1934     | Svaz litevských nacionalistů            |
| 9      | Juozas Tūbelis (1882–1939)        | 12. června 1934  | 6. září 1935       |                    | Svaz litevských nacionalistů            |
| 9      | Juozas Tūbelis (1882–1939)        | 6. září 1935     | 24. března 1938    |                    | Svaz litevských nacionalistů            |
| 10     | Vladas Mironas (1880–1953)        |                  | 24. března 1938    | 5. prosince 1938   | Svaz litevských nacionalistů            |
| 10     | Vladas Mironas (1880–1953)        | 5. prosince 1938 | 28. března 1939    |                    | Svaz litevských nacionalistů            |
| 11     | Jonas Černius (1898–1977)         |                  | 28. března 1939    | 21. listopadu 1939 | Svaz litevských nacionalistů            |
| 12     | Antanas Merkys (1887–1955)        |                  | 21. listopadu 1939 | 15. června 1940    | Svaz litevských nacionalistů            |

## Sovětská okupace
| Pořadí | Jméno (narození–úmrtí)               | Portrét | Doba v úřadě       | Doba v úřadě       | Strana                    |
| ------ | ------------------------------------ | ------- | ------------------ | ------------------ | ------------------------- |
| 1      | Justas Paleckis (1899–1980)          |         | 17. června 1940    | 24. června 1940    | Komunistická strana Litvy |
| 2      | Vincas Krėvė-Mickevičius (1882–1954) |         | 24. června 1940    | 1. července 1940   | nestraník                 |
| 3      | Mečislovas Gedvilas (1901–1981)      |         | 25. srpna 1940     | 16. ledna 1956     | Komunistická strana Litvy |
| 4      | Motiejus Šumauskas (1905–1982)       |         | 16. ledna 1956     | 14. dubna 1967     | Komunistická strana Litvy |
| 5      | Juozas Maniušis (1910–1987)          |         | 14. dubna 1967     | 16. ledna 1981     | Komunistická strana Litvy |
| 6      | Ringaudas Songaila (1929–2019)       |         | 16. ledna 1981     | 18. listopadu 1985 | Komunistická strana Litvy |
| 7      | Vytautas Sakalauskas (1933–2001)     |         | 18. listopadu 1985 | 17. března 1990    | Komunistická strana Litvy |

## Litevská republika (od 1990)
| Pořadí | Jméno (narození–úmrtí)            | Portrét | Doba v úřadě      | Doba v úřadě       | Strana                                           |
| ------ | --------------------------------- | ------- | ----------------- | ------------------ | ------------------------------------------------ |
| 1      | Kazimira Prunskienėová (* 1943)   |         | 17. března 1990   | 10. ledna 1991     | nestraník                                        |
| 2      | Albertas Šimėnas (* 1950)         |         | 10. ledna 1991    | 13. ledna 1991     | nestraník                                        |
| 3      | Gediminas Vagnorius (* 1957)      |         | 13. ledna 1991    | 21. července 1992  | nestraník                                        |
| 4      | Aleksandras Abišala (* 1955)      |         | 21. července 1992 | 26. listopadu 1992 | nestraník                                        |
| 5      | Bronislovas Lubys (1938–2011)     |         | 12. prosince 1992 | 10. března 1993    | nestraník                                        |
| 6      | Adolfas Šleževičius (1948–2022)   |         | 10. března 1993   | 8. února 1996      | Demokratická strana práce                        |
| 7      | Laurynas Stankevičius (1935–2017) |         | 23. února 1996    | 19. listopadu 1996 | Demokratická strana práce                        |
| (3)    | Gediminas Vagnorius (* 1957)      |         | 4. prosince 1996  | 3. května 1999     | Vlastenecký svaz                                 |
| 8      | Rolandas Paksas (* 1956)          |         | 1. června 1999    | 27. října 1999     | Vlastenecký svaz                                 |
| 9      | Andrius Kubilius (* 1956)         |         | 3. listopadu 1999 | 19. října 2000     | Vlastenecký svaz                                 |
| (8)    | Rolandas Paksas (* 1956)          |         | 27. října 2000    | 20. června 2001    | Litevská liberální unie                          |
| 10     | Algirdas Brazauskas (1932–2010)   |         | 4. července 2001  | 1. června 2006     | Litevská sociálnědemokratická strana             |
| 11     | Gediminas Kirkilas (1951–2024)    |         | 6. července 2006  | 17. listopadu 2008 | Litevská sociálnědemokratická strana             |
| (9)    | Andrius Kubilius (* 1956)         |         | 9. prosince 2008  | 13. prosince 2012  | Vlastenecký svaz - litevští křesťanští demokrati |
| 12     | Algirdas Butkevičius (* 1958)     |         | 13. prosince 2012 | 13. prosince 2016  | Litevská sociálnědemokratická strana             |
| 13     | Saulius Skvernelis (* 1970)       |         | 13. prosince 2016 | 11. prosince 2020  | nestraník                                        |
| 14     | Ingrida Šimonytėová (* 1974)      |         | 11. prosince 2020 | 12. prosince 2024  | Vlastenecký svaz - litevští křesťanští demokrati |
| 15     | Gintautas Paluckas (* 1979)       |         | 12. prosince 2024 | úřadující          | Litevská sociálnědemokratická strana             |